# پرچم پاکستان
پرچم جمهوری اسلامی پاکستان (به اردو: اسلامی جمہوریہ پاکستان کا جھنڈا.) برای نخستین بار در ۱۱ اوت ۱۹۴۷ به رسمیت شناخته شد. به‌عنوان پرچم ملی شناخته می‌شود و همچنین دارای تناسب ۲:۳ می‌باشد. این پرچم دارای رنگ سبز تیره با نشان ماه و ستاره می‌باشد. از این پرچم در سرود ملی به‌عنوان پرچم ستاره و هلال یاد می‌شود. این پرچم غالباً هر روز صبح در مدارس، ادارات و ساختمان‌های دولتی به همراه سرود ملی پاکستان به اهتزاز در می‌آید و دوباره قبل از غروب آفتاب پایین می‌آید.

## نمادشناسی
رنگ سبز پرچم نشان دهنده جمعیت اکثریت مسلمان پاکستان و نوار سفید در سمت چپ نشان دهنده اقلیت‌های مذهبی غیرمسلمان آن مانند هندوها، مسیحیان، سیک‌ها، زرتشتیان و غیره است. ستاره و هلال در کنار هم به عنوان نماد اسلام معرفی می‌شود و همچنین هلال نشان دهنده پیشرفت و ستاره پنج پر نشان دهنده نور و دانش است.
این پرچم نماد تعهد پاکستان به اسلام و همچنین حقوق اقلیت‌های مذهبی است.